# Organização territorial de Espanha

Comunidades Autónomas de Espanha

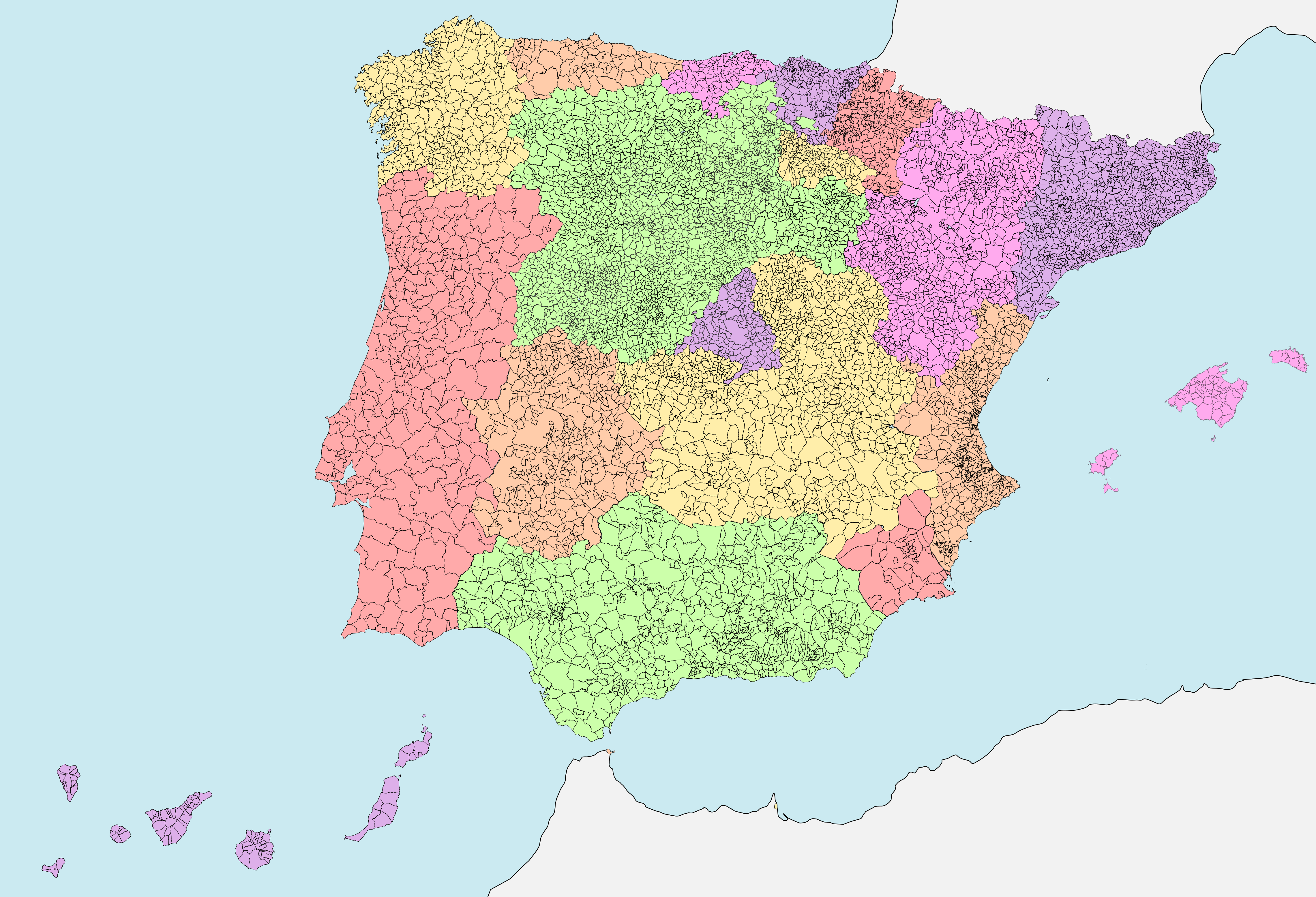
Mapa de todos os municípios de Portugal e Espanha, à exceção dos municípios nos Açores e na Madeira.

A organização territorial de Espanha, um Estado autonómico, é baseada no que indica o artigo 2 da Constituição de 1978, que declara "a indissolúvel unidade da Nação espanhola" e "garante o direito à autonomia das nacionalidades e regiões que a integram e a solidariedade entre todas elas". Este artigo é desenvolvido pelo Título VIII sobre a organização territorial do Estado, cujo artigo 137 estabelece:
Após os pactos autonómicos de 1981 e 1992, Espanha estrutura-se em 17 comunidades autónomas, incluindo uma comunidade foral, e duas cidades autónomas. Cada comunidade autónoma é formada por uma os várias províncias até um total de 50 em todo o território nacional. Por sua vez, cada província está dividida num número variável de municípios que em toda a Espanha somam um total de 8118. Os municípios são as entidades territoriais básicas na organização territorial da Espanha.
Existem outras entidades territoriais com personalidade jurídica que consistem em agrupamentos de municípios (comarca e mancomunidade de municípios) ou em entidades de âmbito inferior ao município, conhecidas como entidades locais menores.
Judicialmente, o Estado divide-se em Municípios, Partidos Judiciais, Províncias e Comunidades Autónomas. Um partido judicial pode estar composto por vários municípios. Esta distribuição estabelece-se na Lei 38/1988, de 28 de dezembro, de demarcação e planta judicial.
As 17 comunidades autónomas são: Andaluzia, Aragão, Ilhas Baleares, Canárias, Cantábria, Castilla-La Mancha, Castela e Leão, Catalunha, Comunidade de Madrid, Comunidade Foral de Navarra, Comunidade Valenciana, Extremadura, Galiza, País Basco, Principado das Astúrias, Região de Múrcia e La Rioja. A estas se acrescenta Ceuta e Melilla como cidades autónomas, e também uns determinados territórios situados no norte de África conhecidos como praças menores de soberania, que são as Ilhas Chafarinas, Ilha de Alborán (embora pertencente à Andaluzia), Ilhas Alhucemas e o Peñón de Vélez de la Gomera. Estes territórios são administrados diretamente pelo governo espanhol desde Madrid. Como curiosidade também existe um município chamado Llivia pertencente à província de Girona, Catalunha, que está rodeado na sua totalidade por território francês.

## Princípios da administração territorial
- Princípio de autonomia: a Constituição dota de autonomia estes entes, mas o Estado é o único soberano. As Comunidades autónomas têm potestades legislativas e autonomia política dentro das suas competências e território. A administração local tem faculdade para a gestão dos seus interesses, mas não tem capacidade legislativa.
- Princípio de participação democrática: as instituições elegem-se através de eleições democráticas por sufrágio universal, livre, secreto e direto.
- Princípio de autonomia financeira: os entes territoriais disporão dos meios suficientes para o desempenho das funções que a lei lhes atribui e nutrem-se de tributos próprios e da sua participação em tributos do Estado e das Comunidades Autónomas.
- Princípio da solidariedade: o Estado deve garantir a realização do princípio da solidaridade, estabelecendo um equilíbrio económico adequado. Para ele cria-se o Fundo de Compensação Interterritorial, dotado no Orçamento Geral do Estado (Presupuestos Generales del Estado) e que vincula-se a projetos que promovam o crescimento da renda.
- Princípio de estado unitário: o modelo de estado autonómico é uma mistura entre os modelos de estado integral republicano francês e estado regional italiano. No estado unitário a soberania reside no povo espanhol e não é divisível, e é o Estado quem tem o poder económico e as competências na política exterior e de proteção do território nacional.
- Princípio de unidade económica: todos os espanhóis têm os mesmos direitos e obrigações em qualquer parte do território nacional. Nenhuma autoridade poderá adotar medidas que direta ou indiretamente obstaculizem a liberdade de circulação e estabelecimento de pessoas e bens no território.